# Vipera berus
Il marasso (Vipera berus (Linnaeus, 1758)) è un serpente della famiglia Viperidae diffuso in Eurasia.
Il suo morso, che può essere molto doloroso, non è considerato pericoloso per l'uomo e raramente si configura mortale, tuttavia richiede un soccorso immediato. A rischio sono prevalentemente i bambini, i soggetti esposti alle reazioni allergiche, quelli emotivi, gli anziani ed i malati affetti da patologie croniche.

## Descrizione

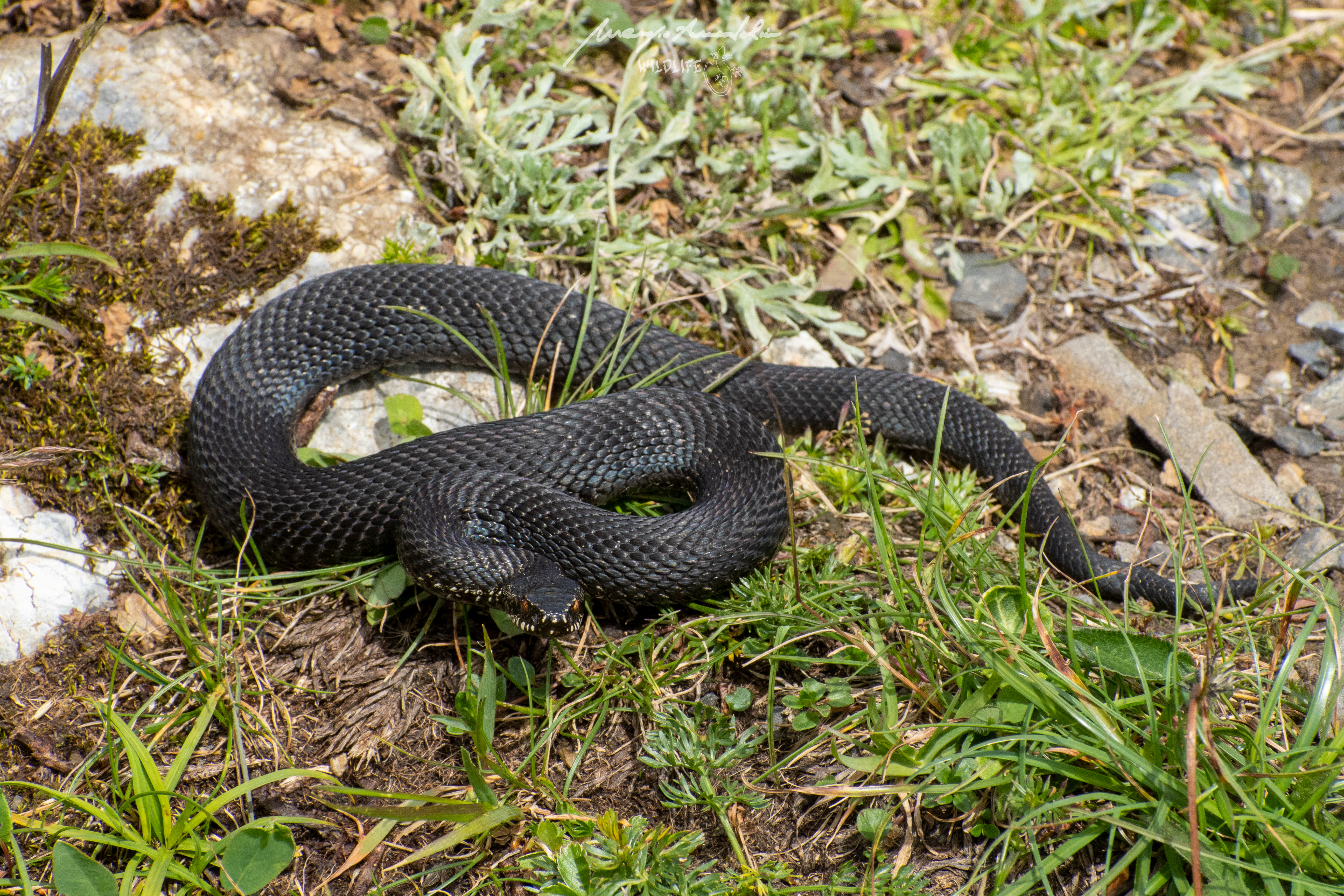
Vipera berus dettaglio di un individuo con livrea melanotica

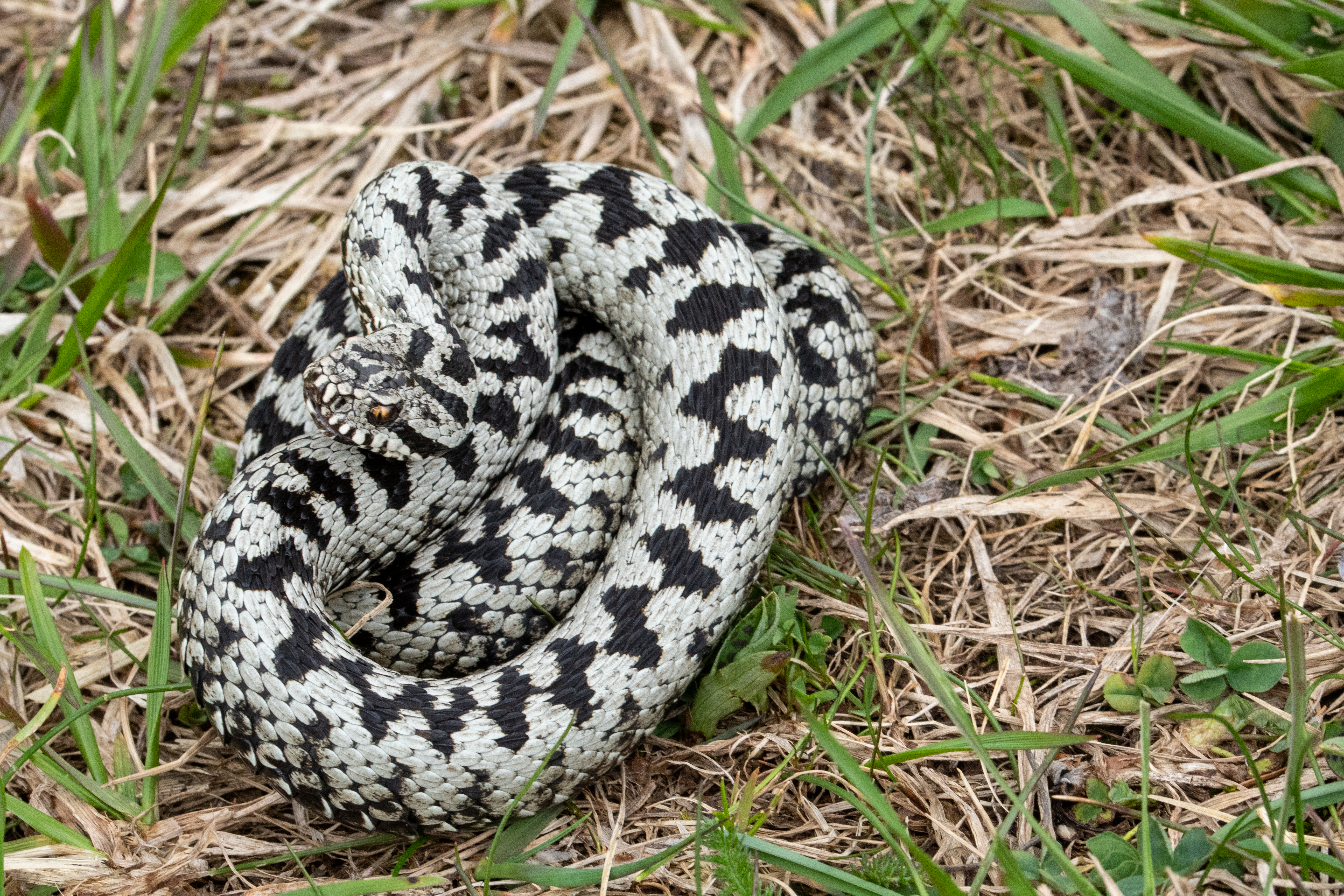
Vipera berus dettaglio della livrea di un maschio

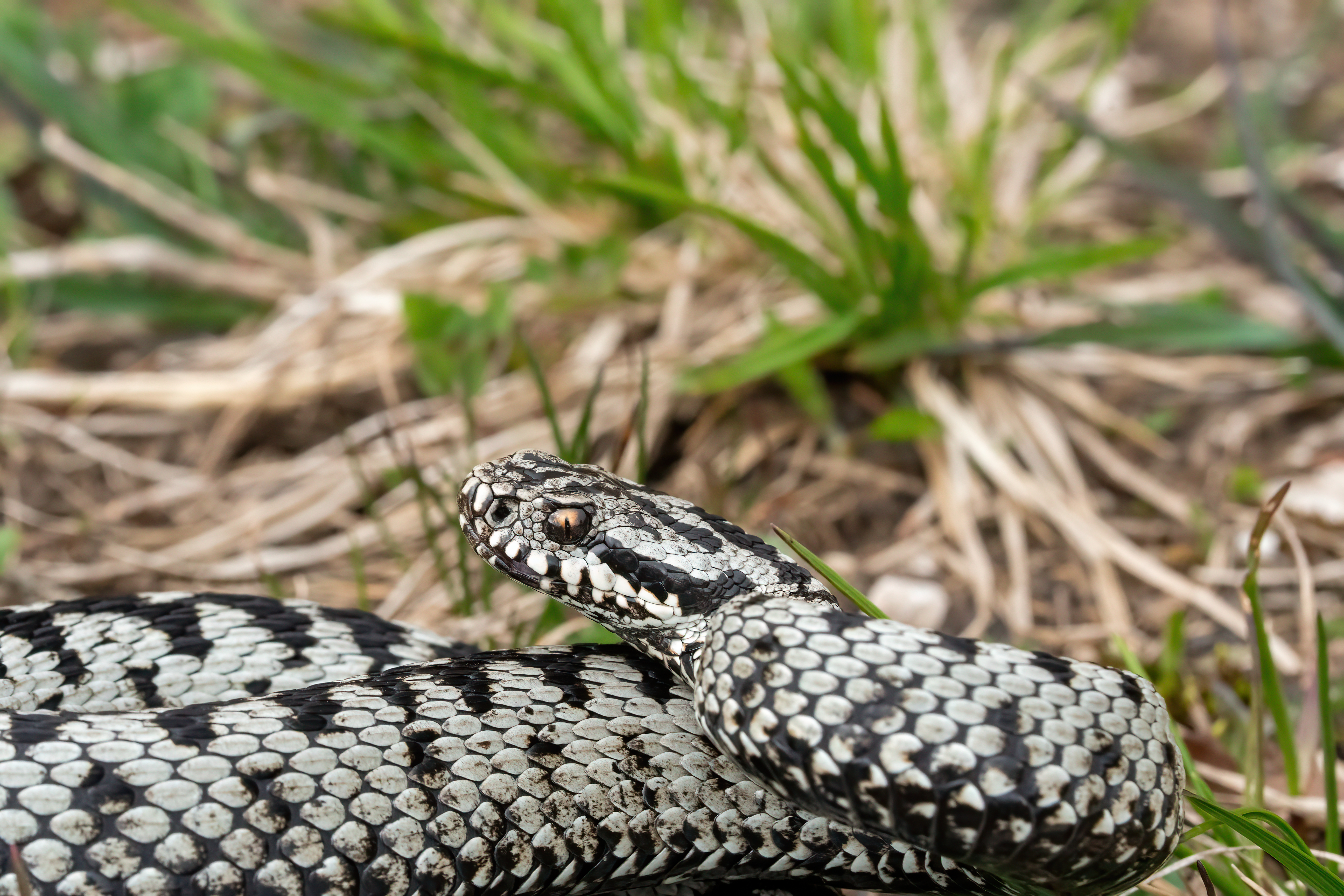
Vipera berus dettaglio profilo del capo

Possiede un corpo piuttosto grosso, gli adulti crescono fino a 80 cm di lunghezza. I suoi colori possono variare dal nero al marrone e al verde con una striscia a zig zag di solito più scura.

## Biologia
È una specie diurna, specialmente nelle regioni settentrionali, mentre nelle regioni meridionali può essere attiva anche la sera e la notte durante il periodo estivo.
Il periodo di letargo dipende dalla regione, da circa 150-180 giorni in Gran Bretagna fino a 8-9 mesi in Svezia. Comunque anche in Svezia può svegliarsi dal letargo nei giorni invernali più caldi ed emergere dalla neve. Il letargo uccide circa il 15% degli esemplari adulti e circa il 30-40% di quelli giovani.

### Riproduzione
La stagione degli amori dura alcune settimane e finisce alla fine di maggio. In questo periodo i marassi non mangiano. I maschi sono disposti a percorrere grandi distanze per trovare il maggior numero di femmine disposte ad accoppiarsi (molte di esse non sono più fertili). I maschi rivali combattono intrecciandosi, con lo scopo di atterrare l'avversario, per cui il più leggero, e quindi il più giovane, perde.
Le femmine, ovovivipare, trascorrono il tempo a termoregolarsi in modo da riscaldare gli embrioni presenti all'interno del corpo; solo durante il parto ritornano nei luoghi invernali.
Se la nascita dei piccoli avviene a basse altitudini, il numero di neonati sarà circa di 10, se avviene in montagna sarà compreso tra 4 e 6. La maturità sessuale avviene per i maschi a 4 anni, un anno più tardi per le femmine.

### Alimentazione

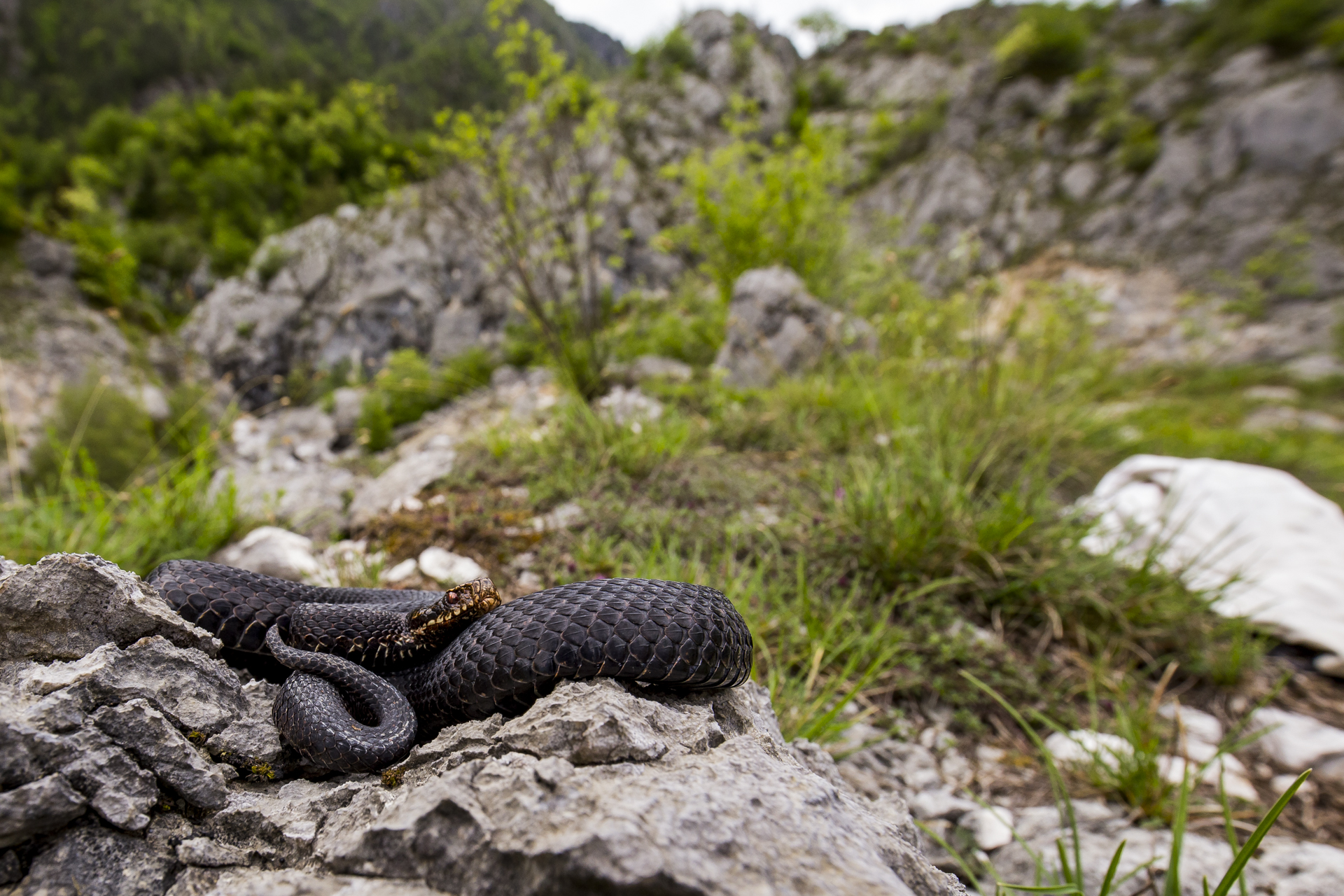
Vipera Berus nel Parco naturale delle Dolomiti Friulane.

I marassi predano soprattutto i piccoli mammiferi. Covate di uccelli e rane sono una fonte di nutrimento secondaria.

## Distribuzione e habitat

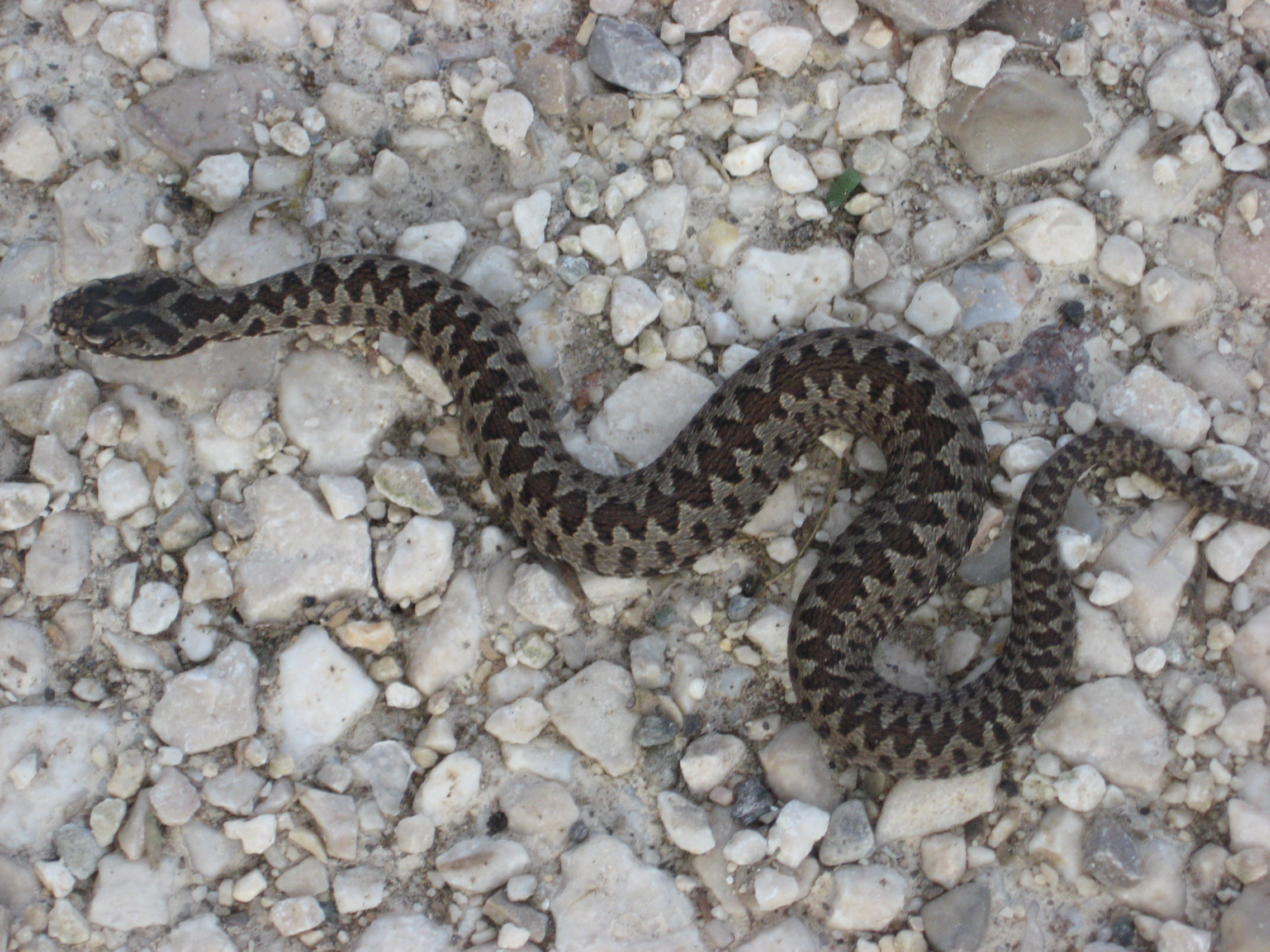
Individuo giovane

È diffuso in tutta l'Europa occidentale, inclusa la Gran Bretagna e la Fennoscandia, e si trova anche in Albania, Bulgaria, e Grecia settentrionale, nell'Europa orientale a nord fino al circolo polare artico, e verso oriente fino all'oceano Pacifico la Corea del Nord, l'isola di Sakhalin, la Cina e la Mongolia settentrionali.
È presente nelle regioni dell'Italia settentrionale, a nord del fiume Po, che oltrepassava, un tempo, solo nella zona di Ferrara e forse (mai comprovato) in alcune zone dell'appennino nord-occidentale.
Nelle regioni dell'Europa meridionale, inclusa l'Italia, si può trovare sia nelle terre basse e umide sia ad altezze elevate, nelle Alpi svizzere può giungere fino a 3000 m di altitudine.

## Stato di conservazione
Questa specie è inclusa tra le specie protette (Appendice III) nella 
convenzione di Berna.

## Galleria d'immagini

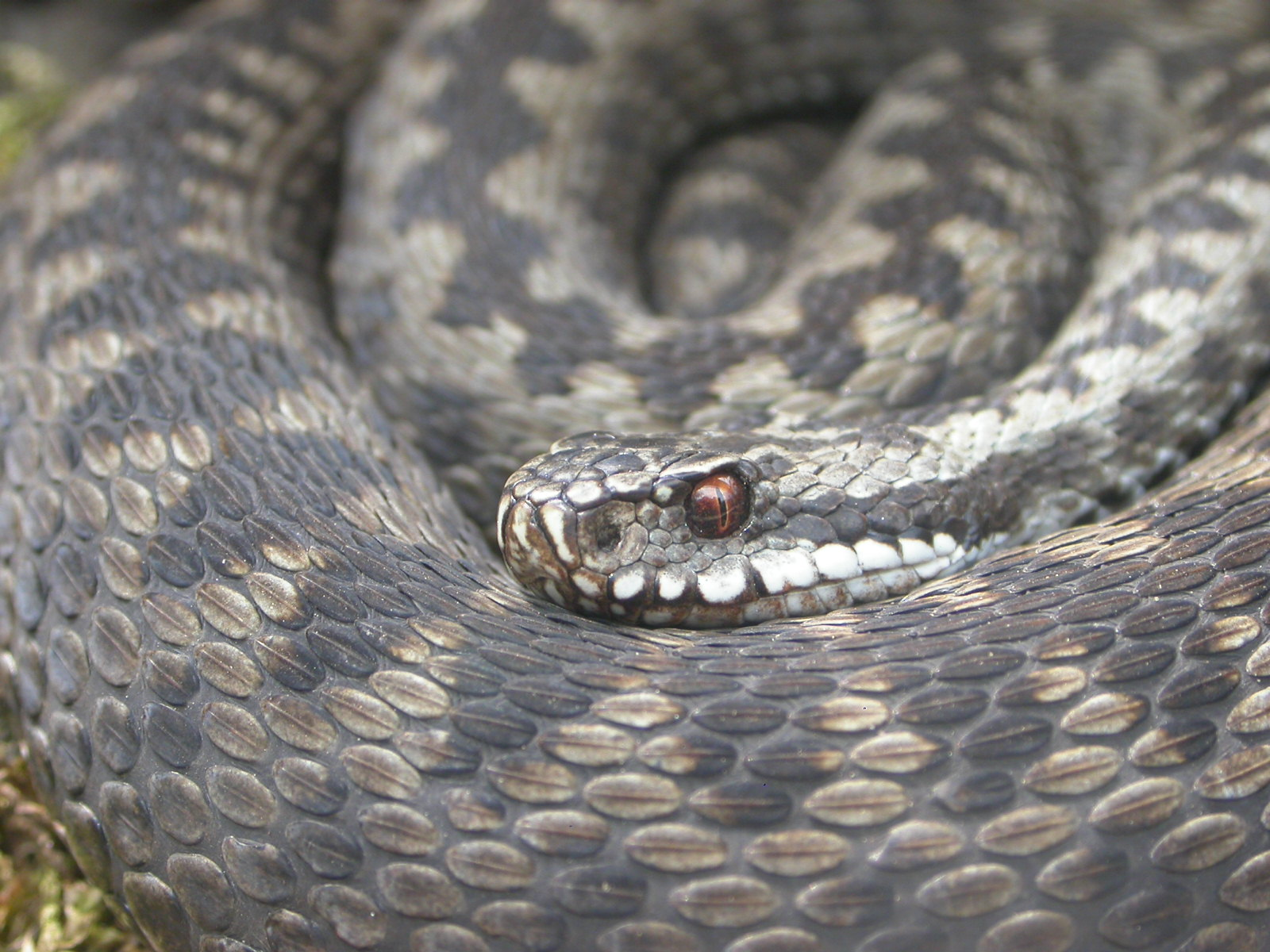
Vipera berus in vista frontale di un esemplare melanotico
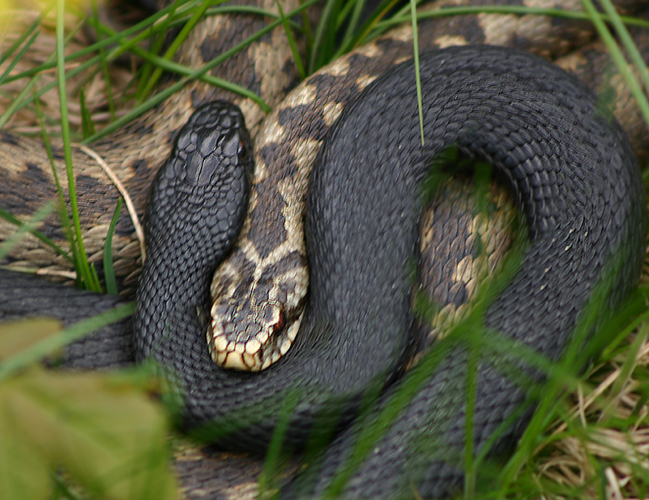
Due varianti di colore della Vipera berus
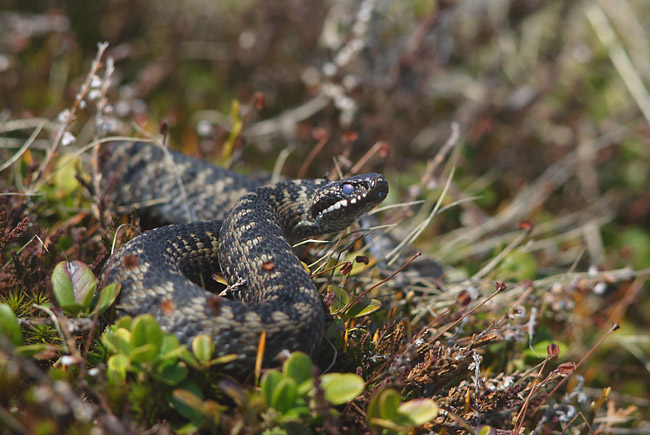
Vipera berus nel suo habitat
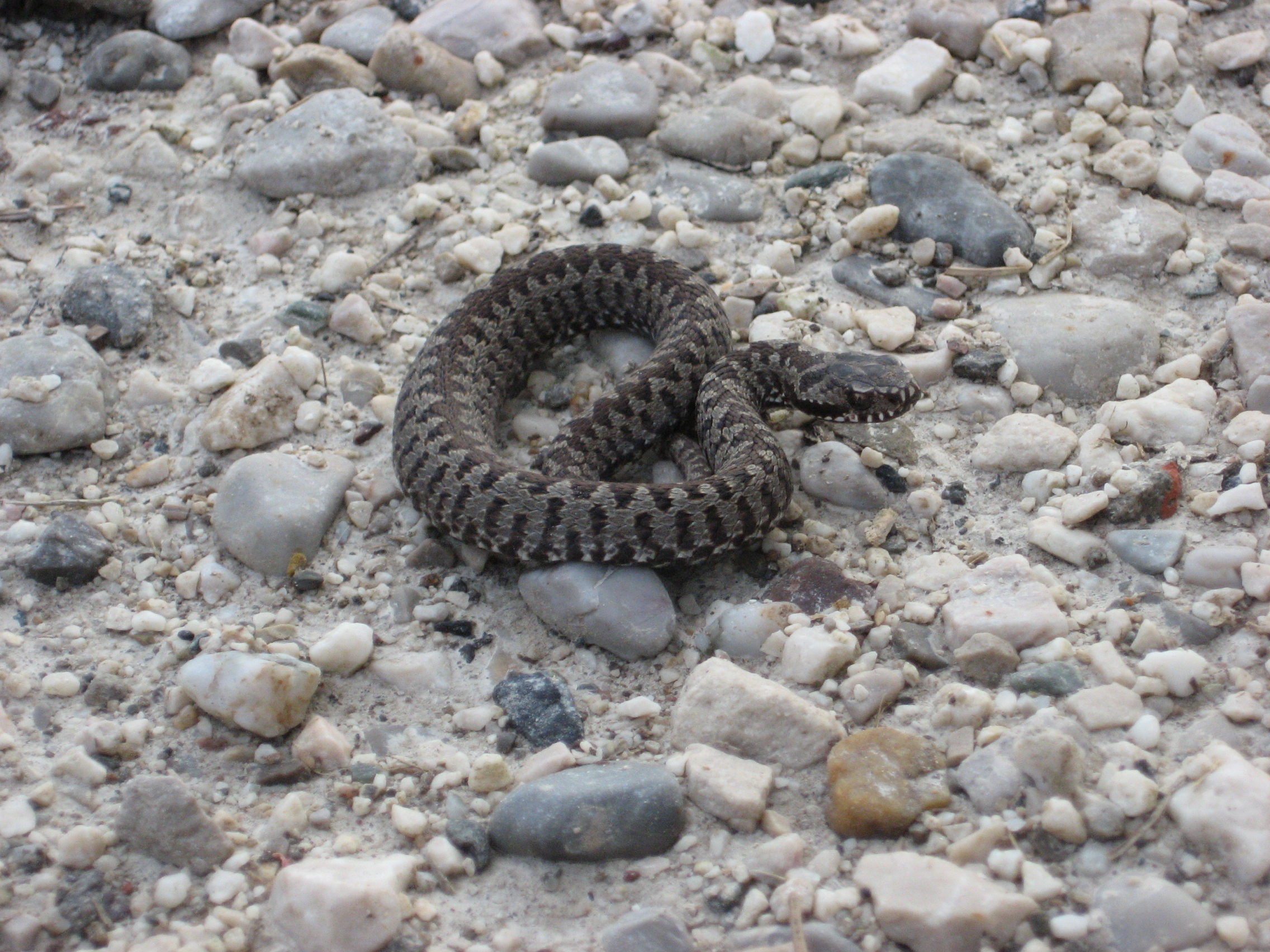
Vipera berus
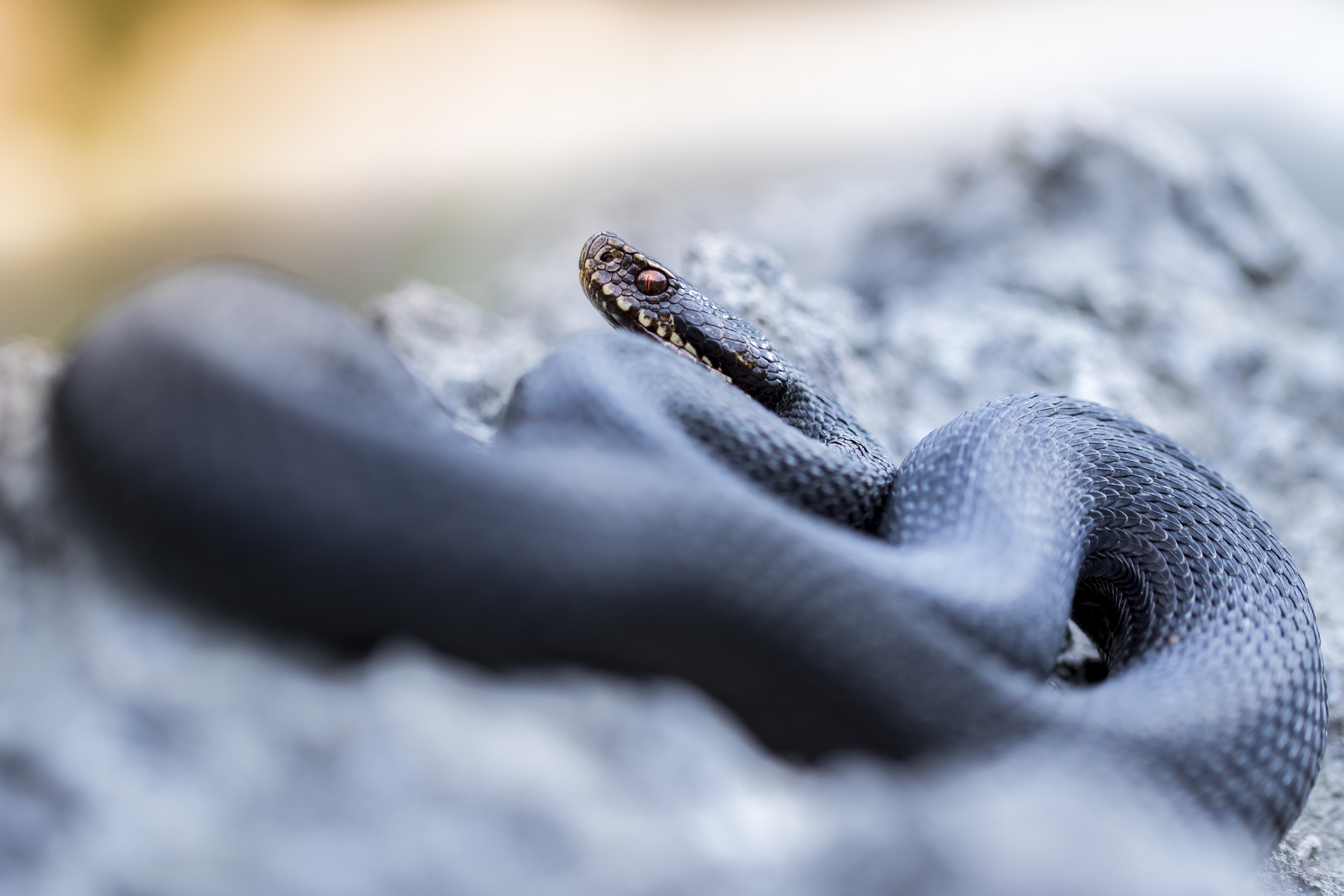
Vipera berus melanotica